# المجهول (مجلة أدب خيالي)
المجهول Unknown (وعرفت أيضا باسم عوالم مجهولة Unknown Worlds) كانت مجلة أمريكية مختصة في أدب الخيال.
وكانت من فئة مجلات اللب. سنوات النشر من عام 1939 إلى 1943 من دار نشر ستريت أند سميث، والمحرر كان جون دابليو كامبل. وكانت تصدر بجانب مجلة أخرى تصدرها نفس دار النشر وهي مجلة «الخيال العلمي المذهل» Astounding Science Fiction وكان محررها أيضاً هو جون كامبل. وشارك في كلا المجلتان العديد من الرسامين والكتاب. 
في حين كانت أنجح مجلة خيالية «حكايات غريبة» Weird Tales في عقد الثلاثينات، والتي ركزت على الصدمة والرعب. أراد جون كامبل أن ينشر مجلة خيالية بها مضمون مكثف من الكوميديا وأكثر رقة من مجلة «حكايات غريبة»، وبدأ ينفذ مشروعه حين أرسل له إريك فرانك راسل مخطوطة روايته المعنونة «الحاجز المشؤوم» والتي تدور حول كائنات فضائية يسيطرون على الجنس البشري.
أول أعداد مجلة «المجهول» نشرت في مارس 1939. وتضمنت بجانب قصة «الحاجز المشؤوم» قصة للكاتب إتش إل غولد بعنوان «متاعب مائية» وهي ذات طابع خيالي فكاهي تدور حول أحد سكان نيويورك الذي يلتقي بعفريت من الماء. وكانت تلك القصة من أوائل القصص العديدة المنشورة في «المجهول» تمزج بين واقع المكان المعتاد وبين الخيال. 